# Robert Kozak
Robert Kozak (ur. 12 stycznia 1964 w Warszawie) – polski dziennikarz, menedżer, ekspert zarządzania, trener biznesu, wykładowca akademicki, autor książek dla biznesu.

## Życiorys
W latach 80. związany z opozycją demokratyczną. Jako uczeń liceum internowany w stanie wojennym. Był współzałożycielem Serwisu Informacyjnego „Solidarności”. Relacjonował jako reporter obrady Okrągłego Stołu dla Radia Wolna Europa, Głosu Ameryki i BBC.
W latach 1990–2005 pracował w BBC, początkowo jako reporter, potem jako szef warszawskiego oddziału radia BBC, którego był twórcą, gdzie uruchamiał projekty multimedialne w Polsce. Uczestniczył w powołaniu Inforadia (dzisiaj Tok FM).
W latach 2005–2006 szef „Wiadomości” i „Teleexpressu” w TVP1.
Był prezesem i udziałowcem polskiego oddziału Brian Tracy International, międzynarodowej firmy doradczej.
Partner Zarządzający Business Development Consulting. Jako konsultant i trener wspiera organizacje w zakresie budowania strategii biznesowych i przywództwa. Był doradcą zarządu firmy GEMIUS S.A. W latach 2010–2013 pracował jako ekspert ds. strategii w Krajowej Radzie Radiofonii i Telewizji.
Był wykładowcą w Państwowej Wyższej Szkole Filmowej, Telewizyjnej i Teatralnej w Łodzi na kierunku Realizacji Obrazu i Dźwięku Telewizyjnego – realizacja programów dziennikarskich. Wykładał też na międzynarodowych studiach w Collegium Civitas. W Szkole Głównej Handlowej w Warszawie prowadzi wykłady z zarządzania sprzedażą na studiach podyplomowych. Współautor jednego z rozdziałów Biblii Dziennikarstwa, Wydawnictwo ZNAK.
Jest autorem serii powieści biznesowych, z których dotąd ukazały się trzy części: Wędrówki z Gandalfem – Sprzedaż, Wędrówki z Gandalfem. Przywództwo, Wystąpienia publiczne. 4-godzinna sesja coachinowa, która przygotuje Cię do każdego wystąpienia.
Był też headhunterem – pełnił funkcję Executive Director w amerykańskiej firmie executive search Russell Reynolds Associates.